# 중앙일보 시사미디어
중앙일보 시사미디어는 중앙그룹의 자회사로 1999년에 중앙일보 사에서 분리된 '중앙일보 J&P'를 모체로 한 시사 잡지 전문 발행사다. 2009년 현재 월간중앙, 뉴스위크 한국판, 포브스 코리아, 이코노미스트를 발행한다.
주식회사이며 현재 대표이사는 이상언이다. 본사는 서울 중구 순화동에 있는 에이스타워에 있다.

## 연혁
- 1998년 3월: 중앙일보에서 발행하던 이코노미스트가 중앙일보 이코노미스트로 분리되었다.
- 1999년 3월: 월간 중앙이 중앙일보 J&P로 분리됐다.
- 1999년 8월: 뉴스위크 한국판이 중앙일보 미디어 인터내셔널로 분리되었다.
- 2002년 1월: 중앙일보 이코노미스트가 중앙일보 J&P에 흡수되었다.
- 2002년 12월: 중앙일보 포브스 설립
- 2003년 1월: 중앙일보 J&P, 중앙일보 시사 미디어로 명칭 변경
- 2003년 2월: 포브스 코리아창간
- 2005년 1월: 중앙일보 미디어 인터내셔널과 중앙일보 포브스가 중앙일보 시사 미디어에 흡수됐다. 뉴스위크 한국판과 포브스 코리아가 이곳에서 발행되기 시작했다.

## 같이 보기
- 월간중앙
- 뉴스위크
- 포브스
- 중앙일보

## 참조
1. ↑  영국의 이코노미스트와 이름만 같은 잡지